# Guglielm Tell

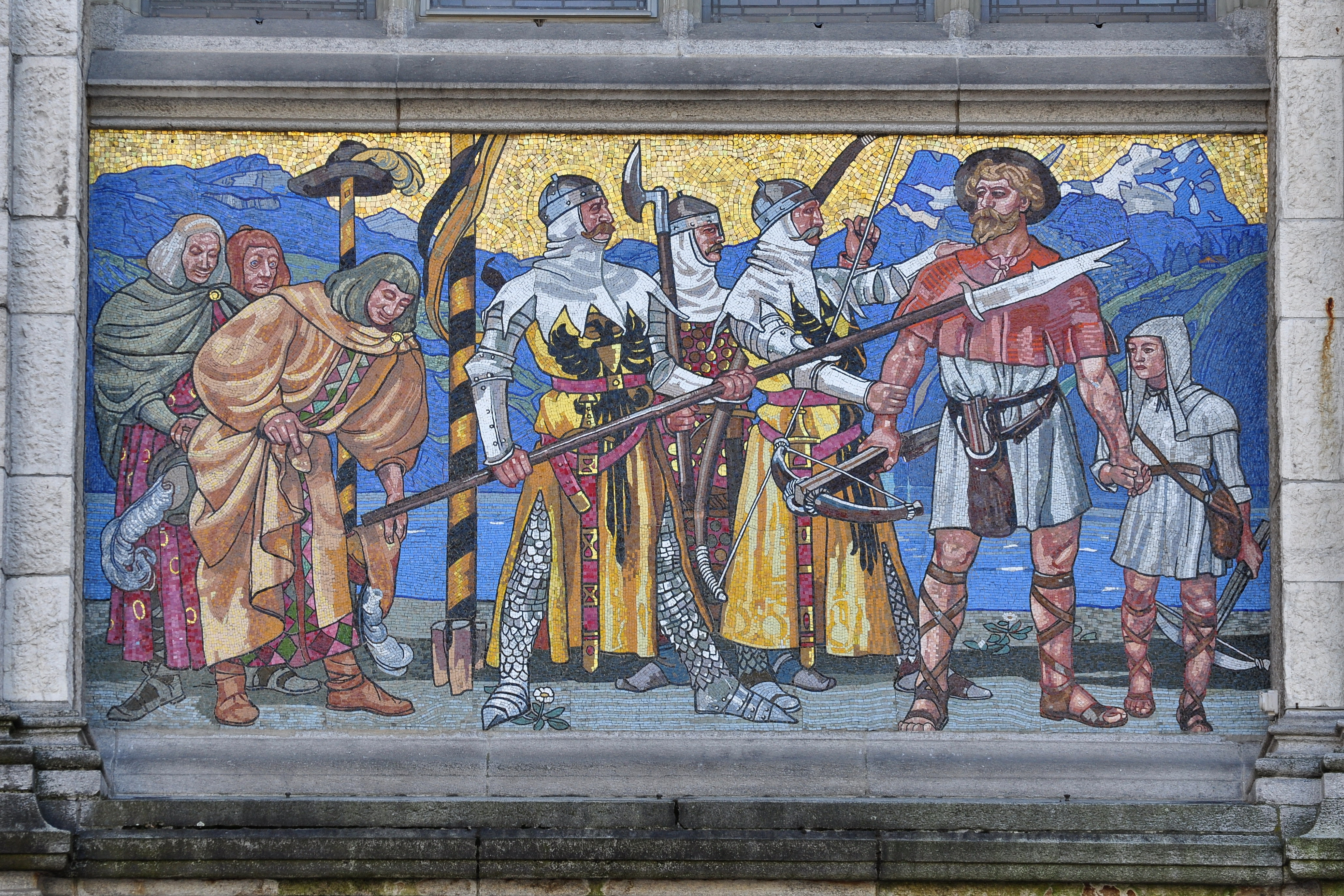
Tell bị bắt vì không chào chiếc mũ của Gessler (tranh khảm tại Bảo tàng Quốc gia Thụy Sĩ, Hans Sandreuter, 1901)

Guglielm Tell (tiếng Đức: Wilhelm Tell, phát âm tiếng Đức: [ˈvɪlhɛlm ˈtɛl] ⓘ; tiếng Pháp: Guillaume Tell; tiếng Ý: Guglielmo Tell; tiếng Anh: William Tell) là một nhân vật anh hùng dân gian của Thuỵ Sĩ. Theo truyền thuyết, Tell là một tay cung thủ thiện xạ lão luyện, với chiếc nỏ thường gặp trên tay, mà ông đã sử dụng để ám sát Albrecht Gessler, một quận trưởng tàn bạo có tước vị công tước dưới sự cai trị của Nhà Habsburg của Áo ở Altdorf, thuộc bang Uri. Sự khiêu chiến và ám sát bạo chúa của Tell đã khích lệ dân chúng nổi dậy khởi nghĩa và một hiệp ước chống lại những kẻ thống trị ngoại xâm với các nước láng giềng Schwyz và Unterwalden, đánh dấu sự thành lập Cựu Liên bang Thụy Sĩ.
Lấy bối cảnh vào đầu thế kỷ 14 (theo truyền thống được đặt vào năm 1307, dưới thời cai trị của Albert của Habsburg), những ghi chép đầu tiên về huyền thoại này có niên đại vào cuối thế kỷ 15, khi Cựu Liên bang Thụy Sĩ đang giành được ảnh hưởng về quân sự và chính trị. Tell là một nhân vật trung tâm trong ghi chép lịch sử quốc gia Thụy Sĩ, cùng với người anh hùng Arnold von Winkelried của trận Sempach (1386). Ông là một biểu tượng quan trọng trong giai đoạn hình thành của Thụy Sĩ hiện đại vào thế kỷ 19, được gọi là thời kỳ Khôi phục và Phục hưng, cũng như trong lịch sử rộng lớn hơn của Châu Âu từ thế kỷ 18 đến thế kỷ 19 như một biểu tượng của cuộc kháng chiến chống lại sự thống trị của quý tộc, đặc biệt là trong các cuộc Cách mạng năm 1848 chống lại Nhà Habsburg, gia tộc vẫn còn cai trị Áo trong năm trăm năm sau đó.

## Truyền thuyết

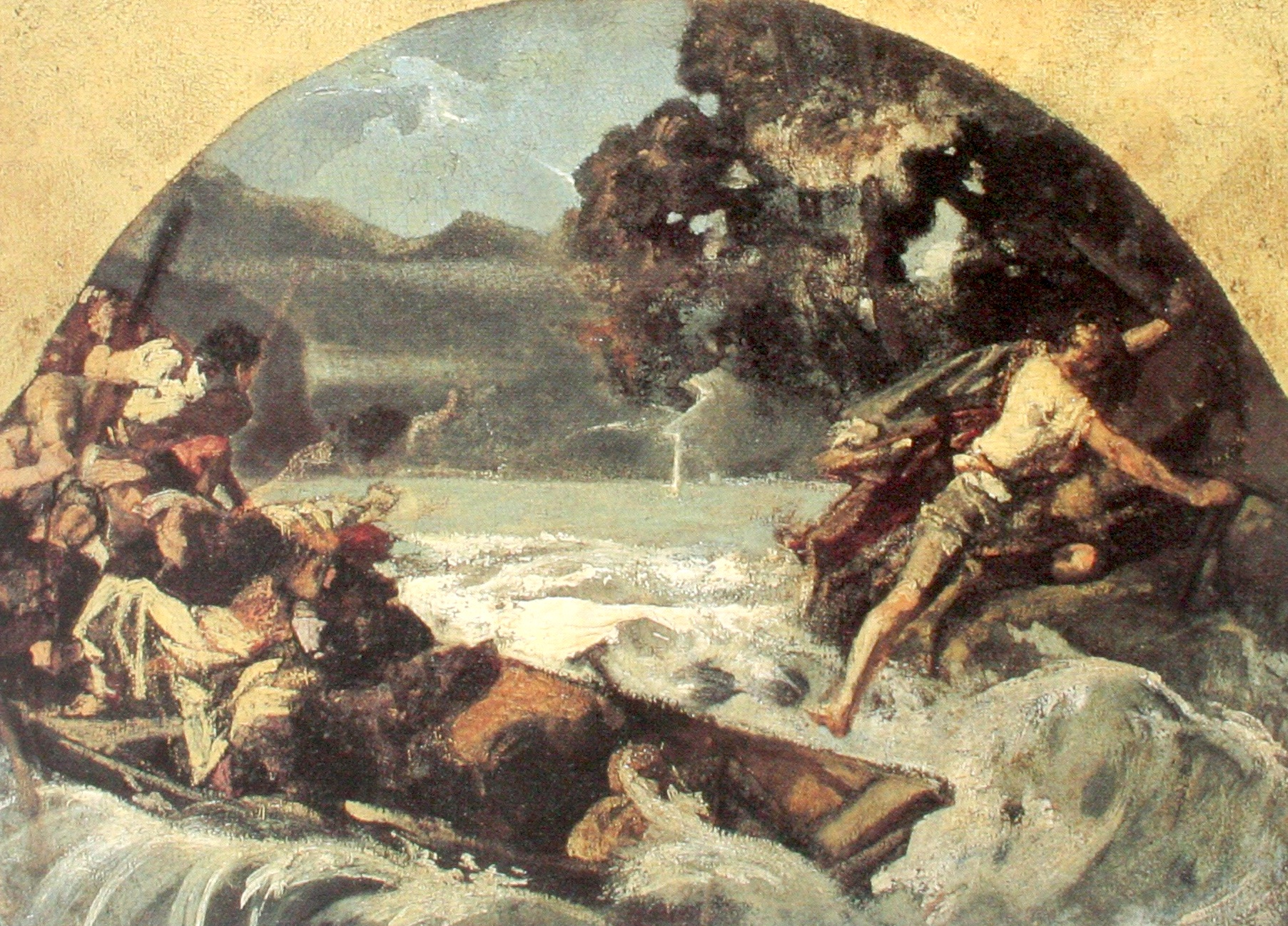
Cú nhảy của Tell (Tellensprung) thoát khỏi thuyền của những kẻ bắt giữ ở vách đá Axen; hình nghiên cứu của Ernst Stückelberg (1879) cho bức bích họa của ông tại Tellskapelle.

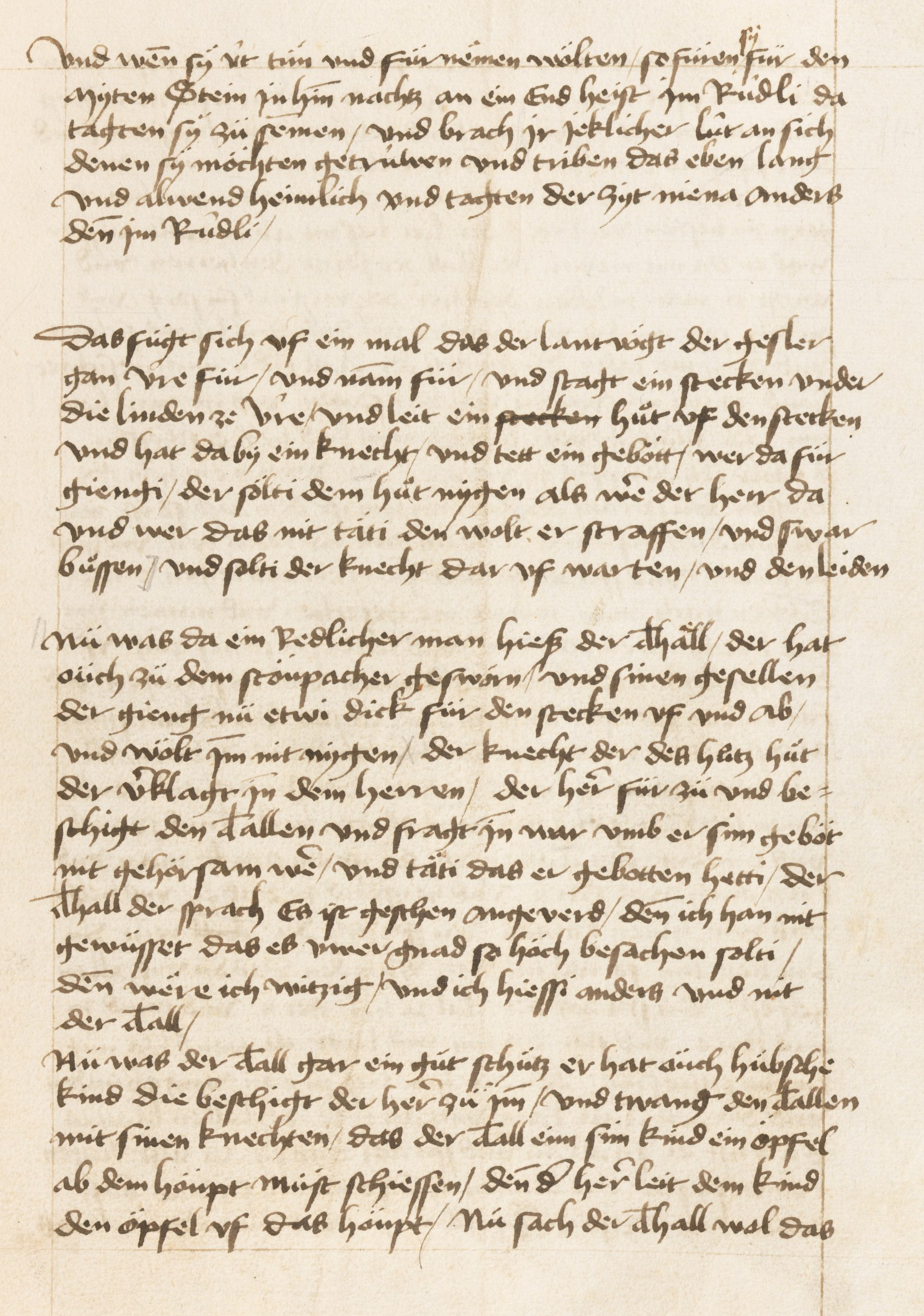
Một trang trong Sách Trắng của Sarnen (tr. 447, trang đầu của truyền thuyết về Tell, tr. 447–449).

Tài liệu tham khảo đầu tiên về Tell, trong đó nhân vật này vẫn chưa có tên cụ thể, xuất hiện trong tập Sách Trắng của Sarnen (tiếng Đức: Weisses Buch von Sarnen). Tập này được viết vào khoảng 1474 bởi Hans Schriber, ngoại trưởng (Landschreiber) của bang Obwalden. Nó đề cập đến lời thề Rütli (tiếng Đức: Rütlischwur) và gọi tên Tell như một trong những người theo phái Liên bang của Rütli, người có hành động ám sát bạo chúa mang tính anh hùng đã khơi mào cho cuộc nổi dậy Burgenbruch.
Một tài liệu sớm không kém về Tell được tìm thấy trong Tellenlied, một bài hát được sáng tác vào thập niên 1470, với bản chép tay lâu đời nhất còn tồn tại có niên đại từ năm 1501. Bài hát bắt đầu với huyền thoại về Tell, được trình bày như là nguồn gốc của Liên bang, gọi Tell là "người Liên bang đầu tiên". Câu chuyện bao gồm phát bắn vào quả táo của Tell, việc ông chuẩn bị mũi tên thứ hai để bắn Gessler, và cuộc chạy trốn của ông, nhưng không đề cập đến bất kỳ vụ ám sát nào đối với Gessler. Sau đó, văn bản liệt kê các bang của Liên bang, và nói rằng chúng đã được mở rộng với "các sự kiện hiện tại" trong quá trình diễn ra các cuộc Chiến tranh Burgundy, kết thúc với cái chết của Charles Liều lĩnh vào năm 1477.

## Lịch sử
Theo truyền thuyết, Guglielm Tell là một đại thiện xạ quen phiêu bạt nhân gian để cứu khổ phò nguy. Đấu thủ chính của y là quan toàn quyền nhà Habsburg Hermann Gessler. Những hành vi trượng nghĩa của Tell chỉ nhằm khuấy động dân Alps nổi dậy phản kháng ách thống trị hà khắc của triều đại Áo và thành lập Cộng đồng Thụy Sĩ thống nhất.
Hình tượng Guglielm Tell được coi là cảm hứng quan trọng nhất trong nền độc lập và sự hình thành chủ nghĩa dân tộc bản sắc Thụy Sĩ
The text then enumerates the cantons of the Confederacy, and says was expanded with "current events" during the course of the Burgundy Wars, ending with the death of Charles Dũng cảm in 1477..

## Văn hóa
Năm 1934, sau khi lên nắm quyền, trong giai đoạn kiến tạo bản sắc Đức Quốc Xã, Adolf Hitler đã quyết định nhập nhân vật Guglielm Tell vào hệ thống nhân vật anh hùng trung đại trong văn học Đức, coi là một hình tượng nghiêm túc mà giới quân nhân phải noi theo.

## Hình ảnh

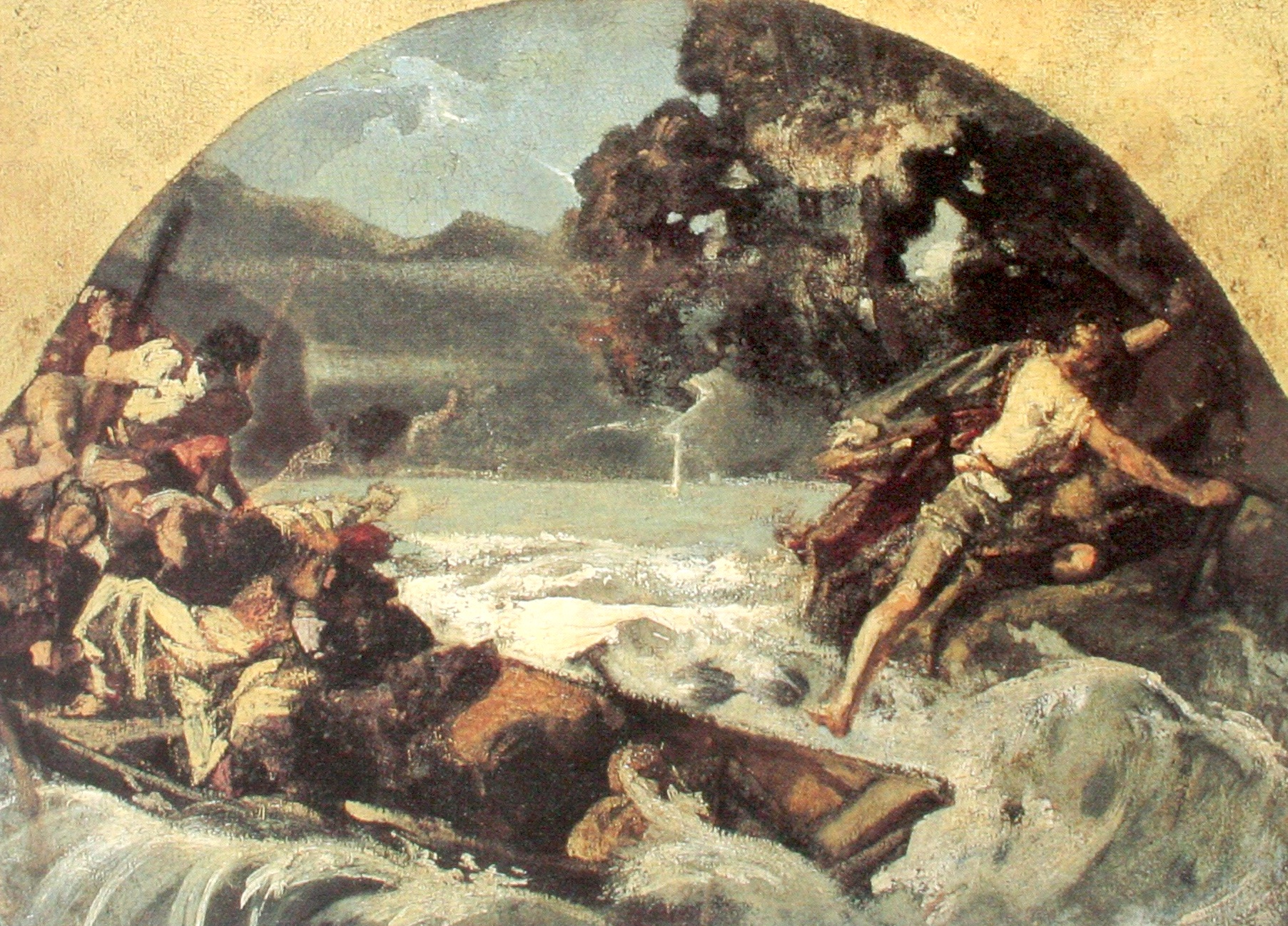
Tell's leap (Tellensprung) from the boat of his captors at the Axen cliffs; study by Ernst Stückelberg (1879) for his fresco at the Tellskapelle.
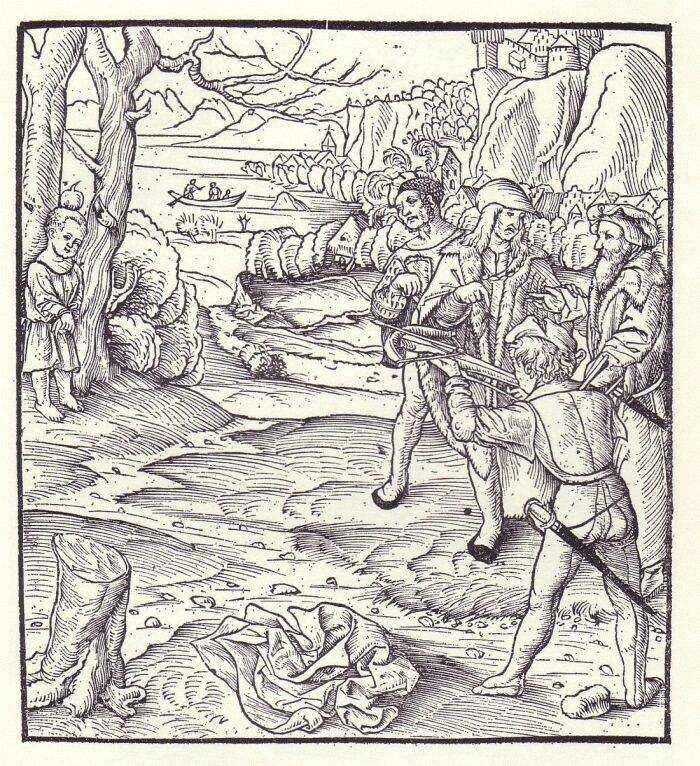
A depiction of the apple-shot scene in Sebastian Münster's Cosmographia (1554 edition).
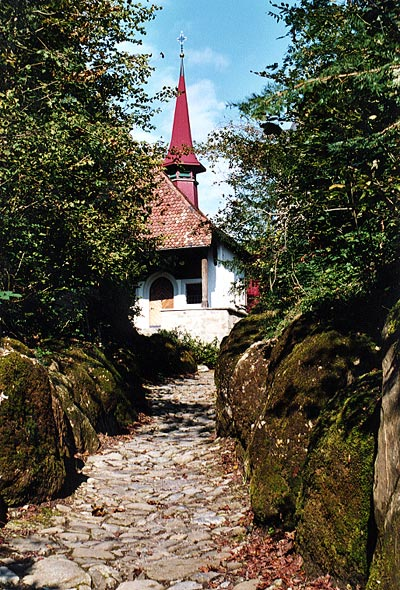
The Hohle Gasse between Immensee và Küssnacht, with a second Tellskapelle (built in 1638).
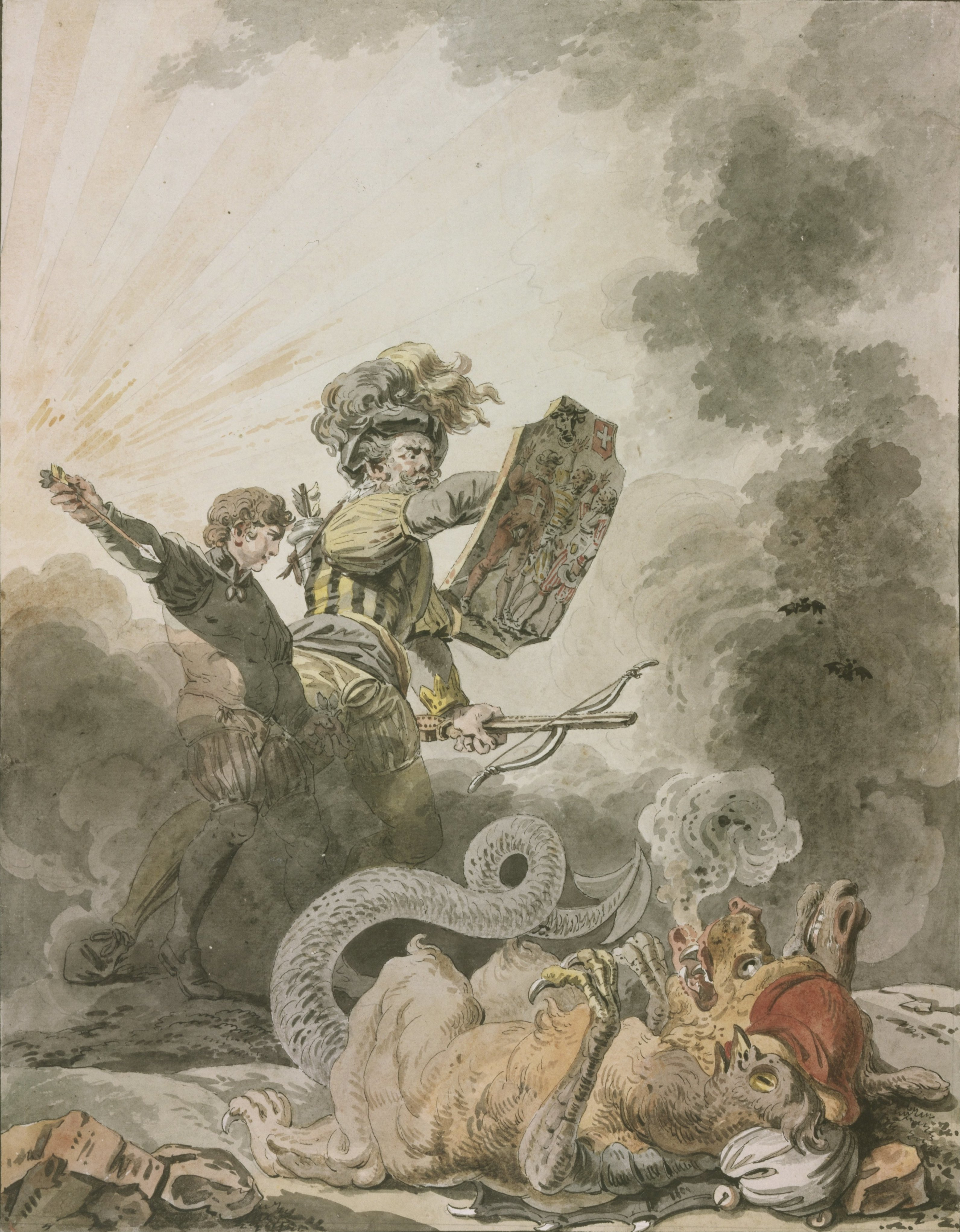
An allegorical Tell defeating the chimera of the French Revolution (1798).]]
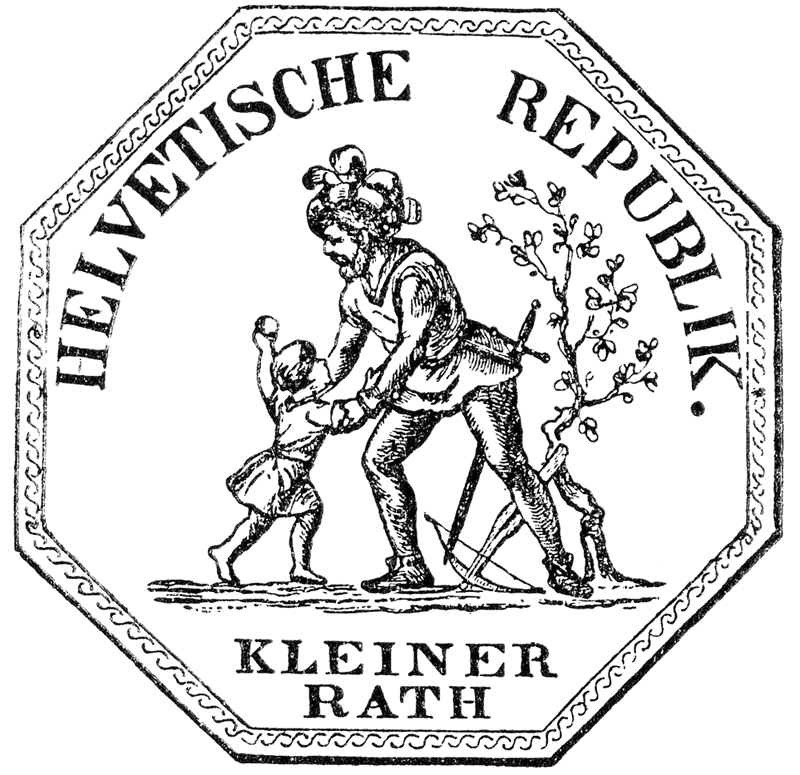
Official seal of the Helvetic Republic.]]
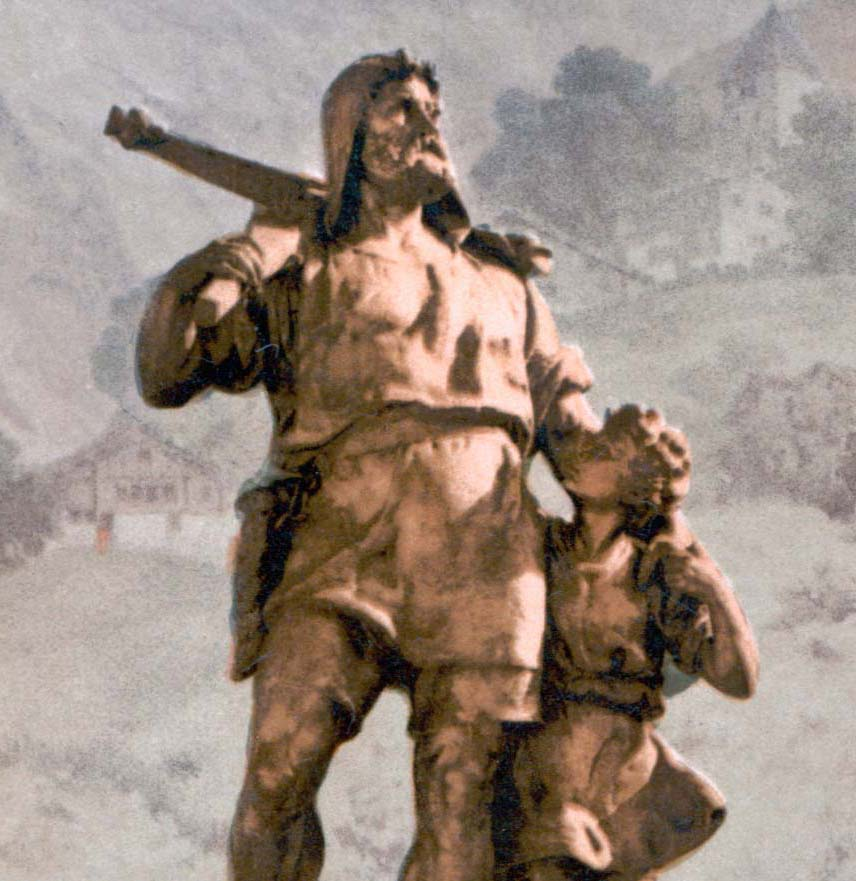
Detail from the Statue of William Tell and his son in Altdorf (Richard Kissling, 1895).
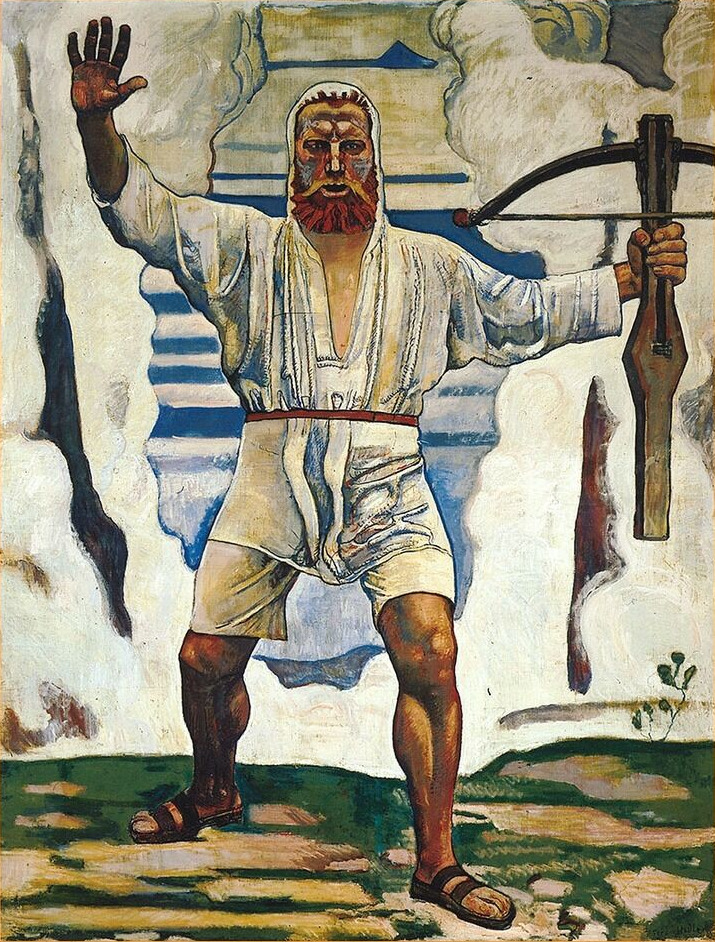
Guglielm Tell by Ferdinand Hodler (1897)[9].